# Pfarrkirche Gschnitz

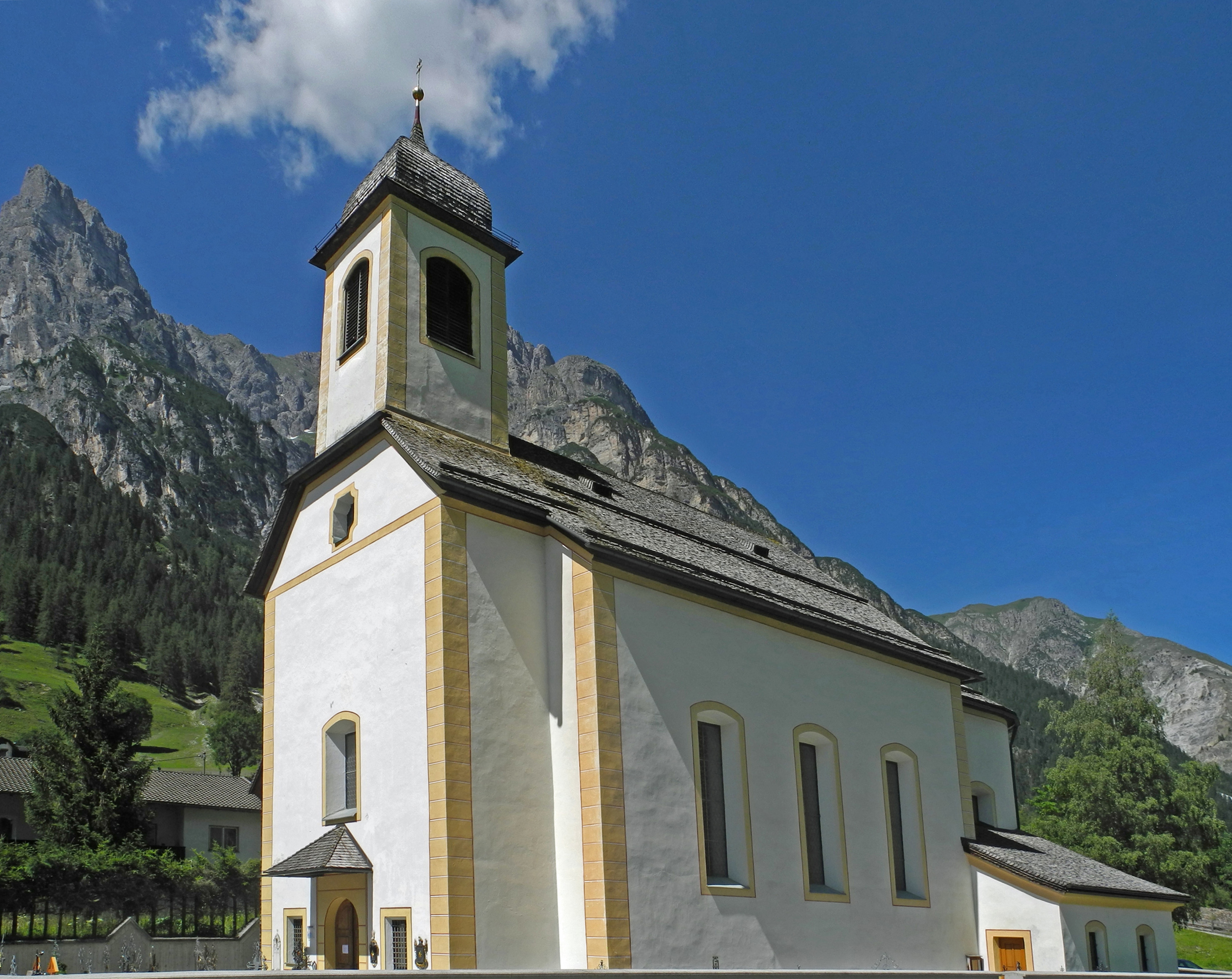
Pfarrkirche Unsere Liebe Frau vom Schnee in Gschnitz

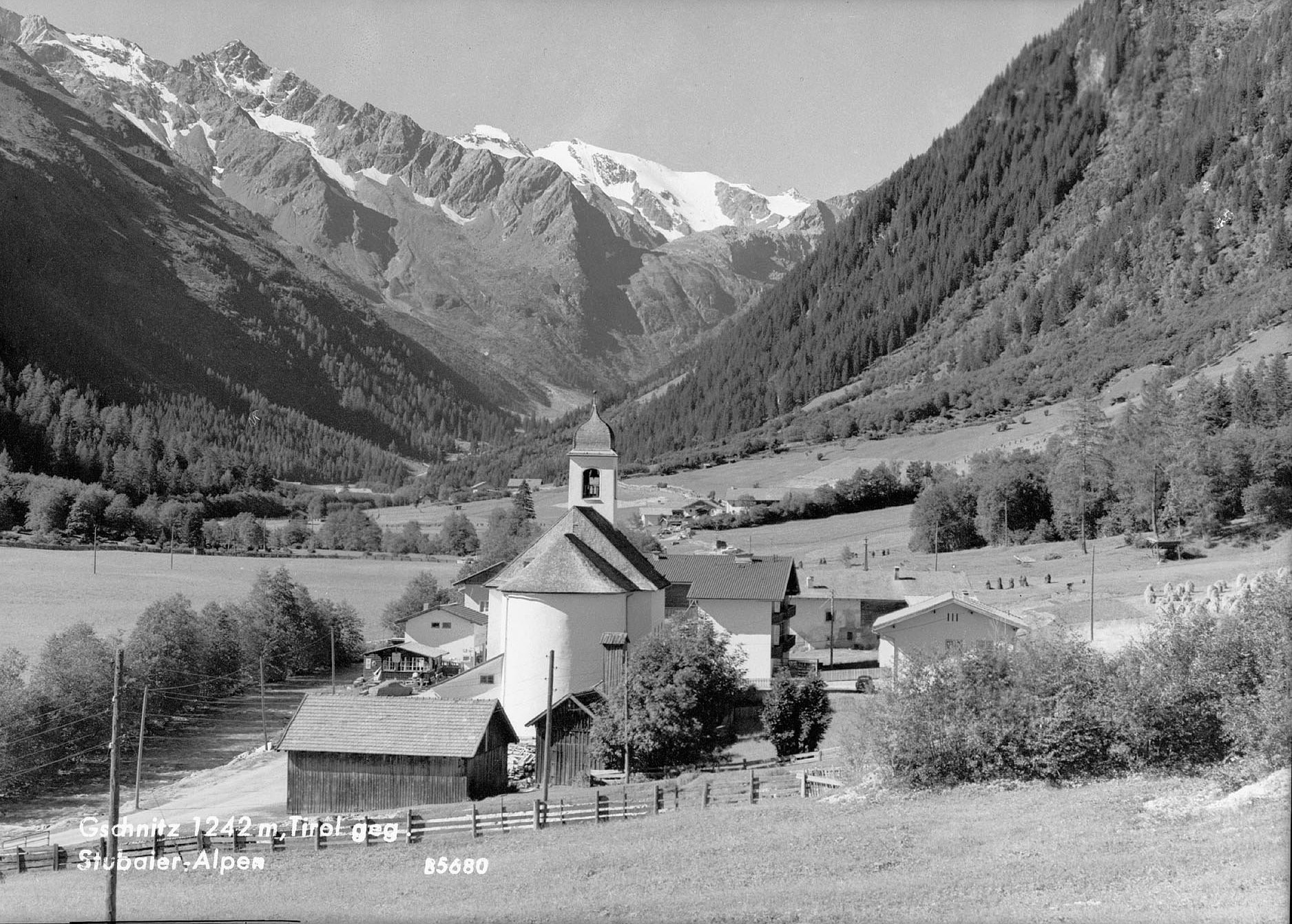
Pfarrkirche Gschnitz von Nordosten (1966)

Die Pfarrkirche Gschnitz steht auf dem Talboden in der Gemeinde Gschnitz im Bezirk Innsbruck-Land in Bundesland Tirol. Die dem Patrozinium Unsere Liebe Frau vom Schnee unterstellte römisch-katholische Pfarrkirche gehört zum Dekanat Matrei am Brenner in der Diözese Innsbruck. Die Kirche und der Friedhof stehen unter Denkmalschutz (Listeneintrag).

## Geschichte
Die Kirche wurde um 1730 erbaut und 1737 geweiht. 1758/1759 wurde die Kirche durch Franz de Paula Penz umgebaut und erweitert und 1761 neu geweiht. 1939 und 1971 wurde die Kirche innen restauriert, 1959 außen. 
Die Kirche wurde 1891 zur Pfarrkirche erhoben.

## Architektur

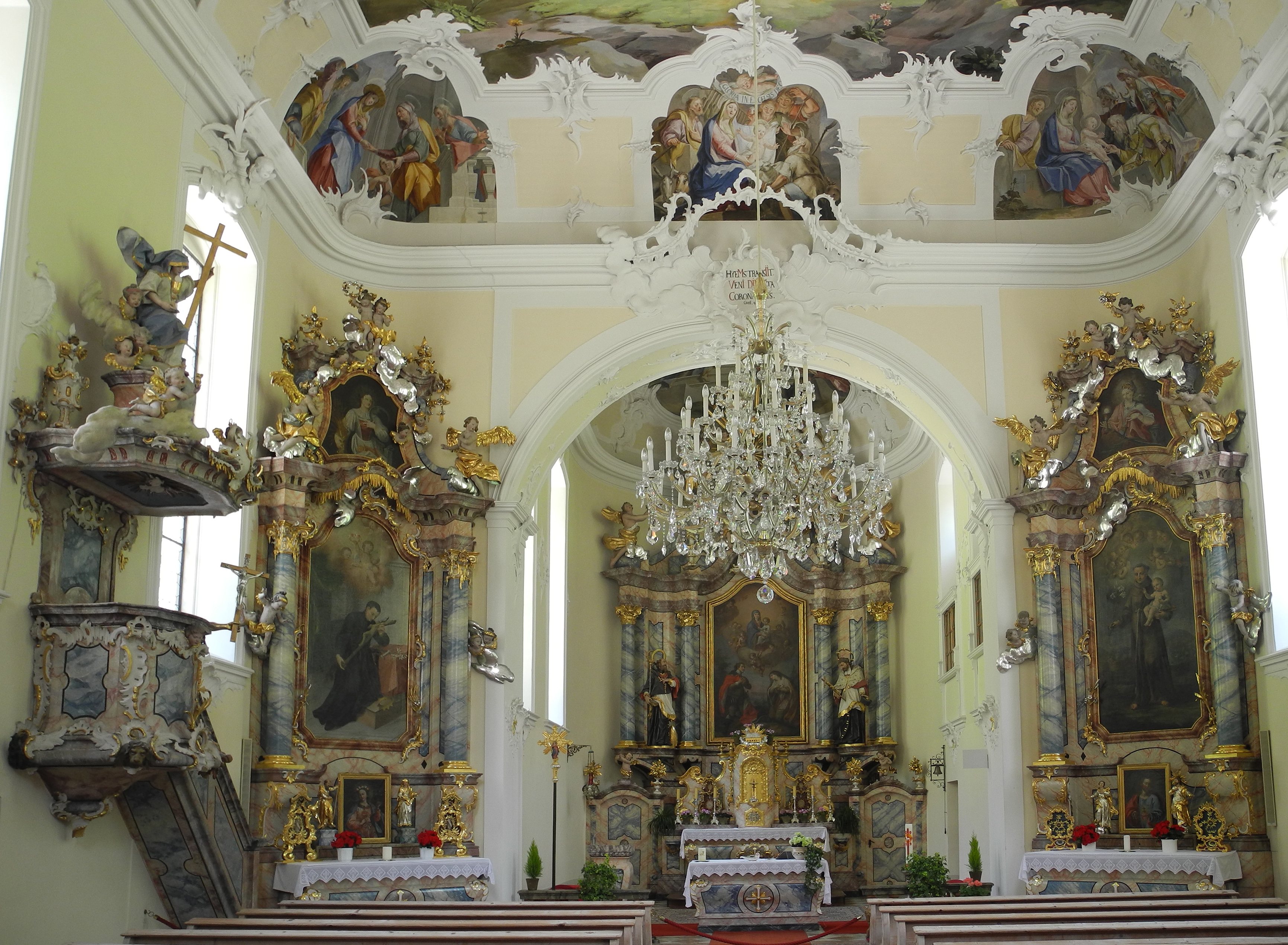
Innenansicht, Blick zum Chor

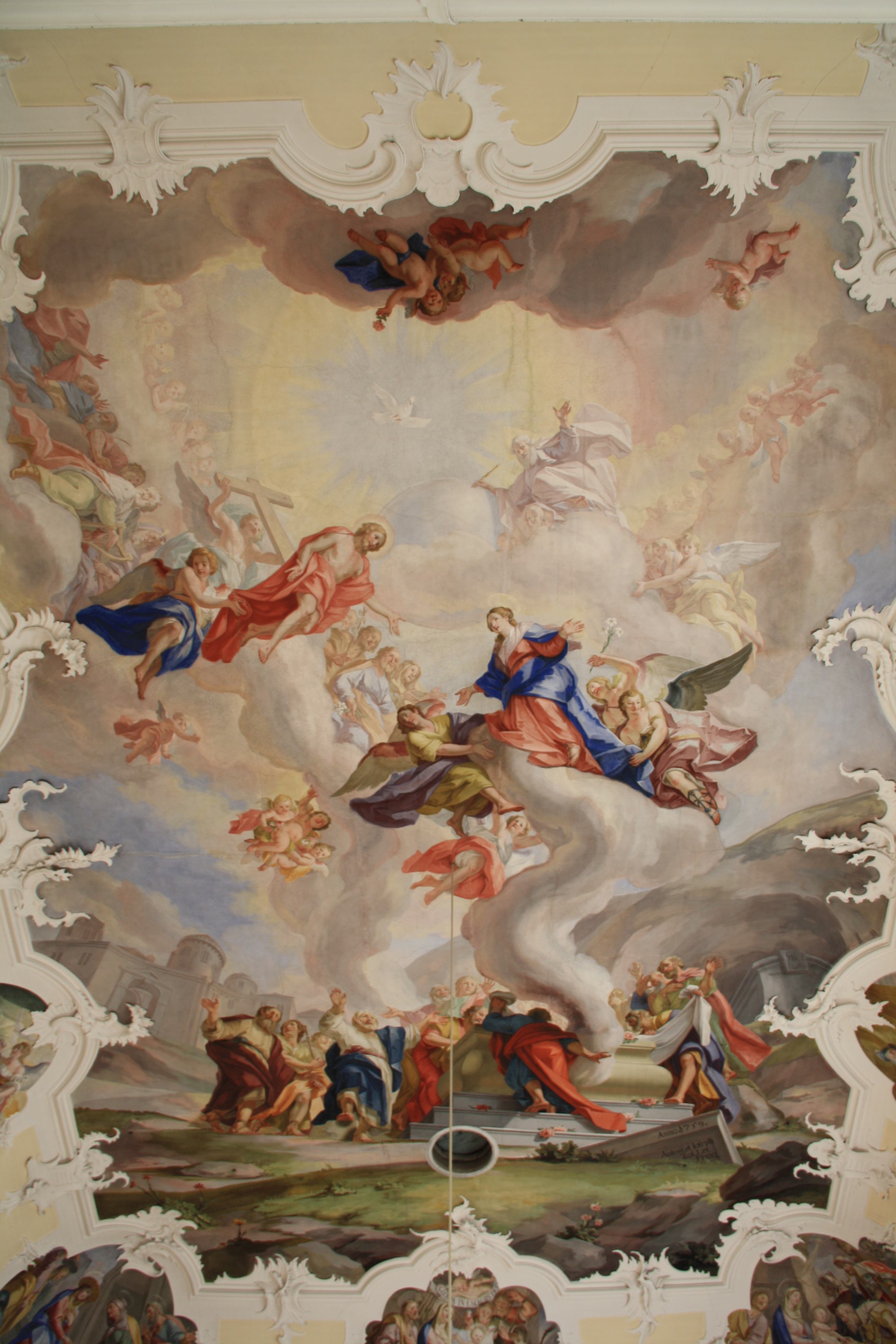
Deckenfresko Mariä Himmelfahrt von Anton und Josef Anton Zoller

Die barocke Dorfkirche hat einen Giebelreiter. Sie ist von einem Friedhof umgeben.
Der schlichte, glatt verputzte Kirchenbau, bestehend aus einem schmaleren Vorjoch und einem dominierenden Mitteljoch unter einem Satteldach, hat einen niedrigeren eingezogenen Chor mit einem runden Schluss. Die dreiachsige zweigeschoßige Westfront hat ein Vierpassfenster im Giebel, darüber der Giebelreiter rundbogige Schallfenster und ein Glockendach. Das rundbogige Westportal hat ein Vordach mit Flachbogenfenstern darüber. Südlich steht ein Sakristeianbau.
Das Kircheninnere besteht aus einem kurzen tonnengewölbten Vorjoch mit einer Empore, einem Mitteljoch mit einer flachen Holzdecke über einer breiten Hohlkehle. Der Triumphbogen ist stark ausgeprägt. Der Chor hat eine ovale Flachkuppel und einen runden Schluss. Die Wände haben eine Pilastergliederung mit umlaufendem Gebälk, die Fenster sind flachbogig. Rokoko-Stuck ziert die Fensterrahmungen und Apostelkreuze. Die Deckenfresken von 1759 schufen Anton Zoller und Josef Anton Zoller: im Chor die hl. Kommunion der Maria Magdalena, im Langhaus Mariä Himmelfahrt und in der Kehlung neun Medaillons mit Szenen aus dem Marienleben.

## Ausstattung
Die Rokoko-Altäre und die Altarfiguren, den Schmuck der Kanzel und die Bekrönung der Beichtstühle schuf der Bildhauer Johann Perger 1763.
Im Vorjoch stand auf einer Konsole die Statue Anderl von Rinn um 1800, die mittlerweile von einer Statue des auferstandenen Jesus ersetzt wurde.
Eine Glocke nennt 1746.